# 大新華航空
大新華航空，大新华航空有限公司前身为新华航空控股有限公司，于2004年7月成立，2007年11月27日，新华航空控股有限公司更名为大新华航空有限公司。注册资本为30.86亿元，其中，代表海南省政府的海南省发展控股有限公司占48.61％，海航集团有限公司占19.07％，索罗斯旗下的StarstepLimited占18.64％，另外，扬子江投资控股有限公司和海南琪兴实业投资有限公司分别占股8.10％和5.28％。在实际经营活动中，以海南航空代码共享的方式进行销售。

## 歷史
大新華航空在2007年11月27日获得了運營合格証，2007年11月29日合併成為全新的航空公司，並於同日在北京舉行掛牌儀式。
海南航空在2008年6月9日开行往返北京及西雅圖的航线以大新華航空的名義飛航，每周一、三、五、六由一部空中巴士A330飛行，提供商務艙和經濟艙。
2012年8月海航集团正式确认放弃以大新华航空作为平台整合资源，转而使用海南航空平台。同年底，在“海航创业20周年”系列活动正式启动仪式上，海航集团新的标识也正式向社会公众呈现。 

## 机队
截止2020年2月

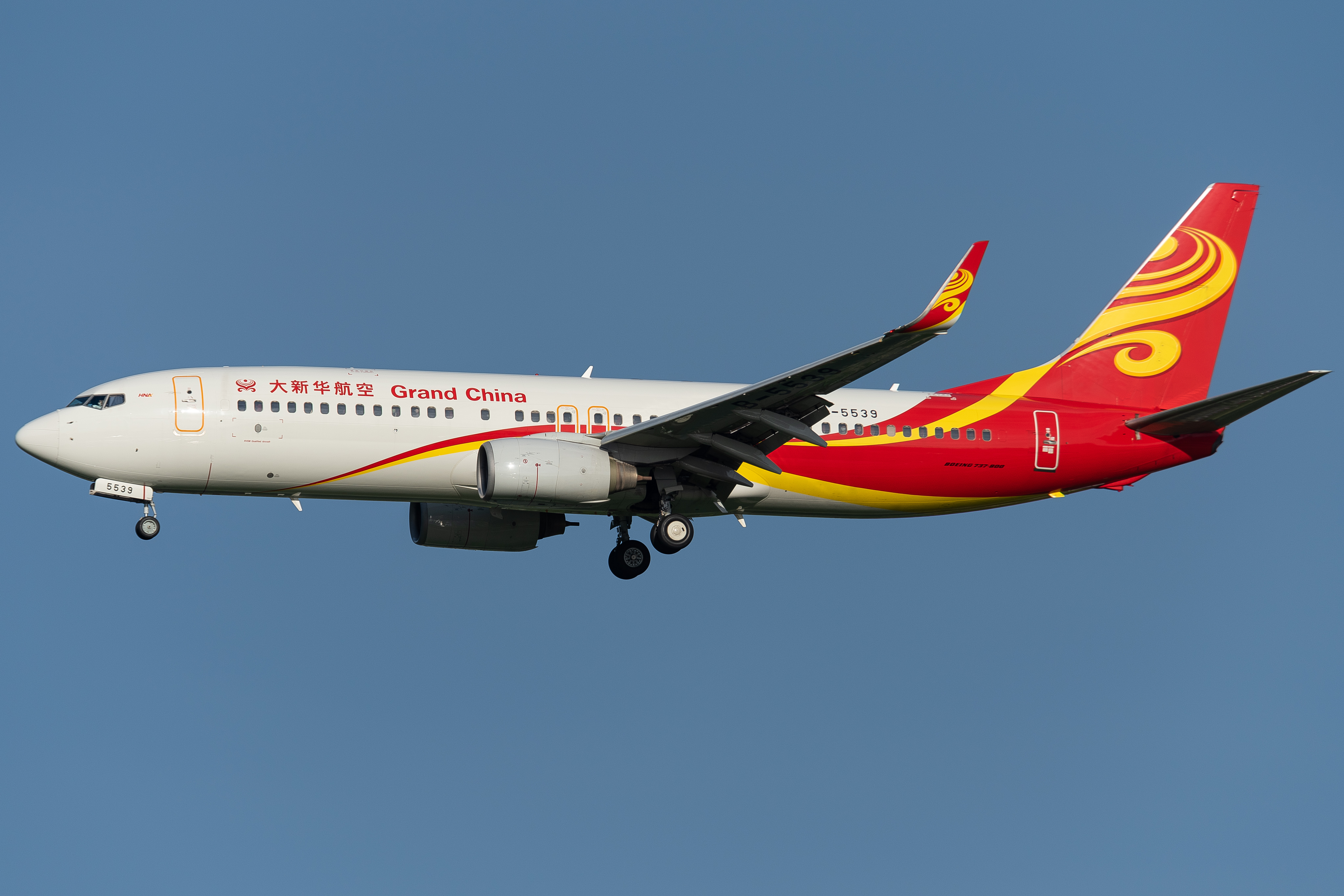
B737-800

- 波音737-800：3架（B-5482，B-5538，B-5539）

## 外部連結
- 大新華航空
- 大新华航空有限公司首航记录—民航论坛 （页面存档备份，存于）